# Utricularia blackmanii
Utricularia blackmanii este o specie de plante carnivore din genul Utricularia, familia Lentibulariaceae, ordinul Lamiales, descrisă de R.W.Jobson. Conform Catalogue of Life specia Utricularia blackmanii nu are subspecii cunoscute.